# Селюня
Селюня (пол. Sielunia) — польский дворянский герб.

## Описание
В поле лазоревом на зелёной траве виноградная лоза с двумя кистями, вьющаяся вверх по жерди.
На щите дворянский коронованный шлем. Нашлемник: три страусовых пера. Намет на щите лазоревый, подложенный серебром.

## Герб используют
Ян-Непомуцен Севелюньский, г. Селюня, жалован 16.07 (28.07).1823 дипломом на потомственное дворянское достоинство Царства Польского.